# Evagorás I.
Evagoras I. (starořecky Εὐαγόρας) byl král Salaminy na Kypru vládnoucí v letech 411–374 př. n. l. Je známý zejména z díla Panegyrica řeckého rétora Isokrata, který ho představil jako vzorného vládce, který přivedl Kypr k takovému rozkvětu, že tam migrovalo mnoho Řeků z Peloponésu. Ve skutečnosti byla jeho vláda velmi křehká, neustále ohrožovaná Féničany a Peršany. Jeho docenění Isokratem vyplývalo z velké části z toho, že Evagoras byl průkopníkem helenizace Kypru. Za tím účelem i prosadil přijetí řecké abecedy na úkor staršího místního písma.

## Život
Jeho rod vládl Salamíně dlouho, ale během jeho dětství se Salamína dostala pod fénickou kontrolu, což vyústilo v jeho vyhnanství. V Kilíkii Evagoras shromáždil 50 stoupenců a tajně se v roce 410 vrátil na Kypr, aby získal trůn. Svou pozici si dlouhodobě diplomaticky připravoval: pěstoval přátelství Athéňanů a po porážce athénské generála Kónona v bitvě u Aigospotamoi mu poskytl útočiště. Bylo mu dokonce uděleno athénské občanství. Vytvořil si dobré vztahy s egyptským faraonem Hakorem. Na nějaký čas také udržoval přátelské vztahy s Persií a zajistil pomoc Artaxerxése II. Athéňanům v boji se Spartou. Zúčastnil se po boku Athénských bitvy u Knidu roku 394 př. n. l., na kterou poskytl většinu prostředků a v níž byla díky jeho úsilí poražena spartská flotila. Sázka na Persii příliš nevyšla, vztahy mezi Evagorasem a Peršany se nakonec vyostřily tak, že byli od roku 391 prakticky ve válce, přesto se s pomocí Athéňanů a Egypťanů Evagoras chopil vlády nad větší částí Kypru. Poté provedl invazi do Malé Asie, kde dobyl několik měst na úkor Féničanů (včetně Týru) a přesvědčil obyvatele Kilíkie ke vzpouře pro Féničanům. Tím jeho moc dosáhla vrcholu. Pak se však karta obrátila. Klíčový zlom přinesla mírová smlouva z Antalcidy, již roku 387 Peršané uzavřeli s Athénami. Athéňané v ní uznali panství Persie nad Kyprem a stáhli svou podporu Evagorasovi. Následující roky tak Evagoras vedl svůj protifénický a protiperský boj osaměle, s výjimkou příležitostné pomoci z Egypta, který byl rovněž ohrožován Peršany. Peršané provedli invazi na Kypr pod velením generálů Tiribazuse a Orontese v roce 385 př. n. l. Evagoras prvnímu úderu odolal, ale válka se obrátila ve prospěch Peršanů, když byla Evagorasova flotila zničena v bitvě u Kitia a on byl nucen uprchnout do Salamíny. Zde se dokázal udržet a využil dokonce sporů mezi oběma perskými generály k uzavření míru v roce 376 př. n. l. Evagoras měl dovoleno zůstat nominálně králem Salamíny, ale ve skutečnosti se stal perským vazalem a získal povinnost platit roční tribut. O posledních rocích jeho vlády hovoří minimum písemných zdrojů. V roce 374 př. n. l. byl zavražděn eunuchem z pohnutek soukromé pomsty. Po něm nastoupil na trůn jeho syn Nikoklés.